# Tobo (Jati)
Tobo is een bestuurslaag in het regentschap Blora van de provincie Midden-Java, Indonesië. Tobo telt 1453 inwoners (volkstelling 2010).